# Rappenkopf (Pitztal)
Rappenkopf heißt ein 2320 m ü. A. hoher Berg in den Ötztaler Alpen. Er befindet sich an der orographisch linken Seite des Pitztals im Land Tirol von Österreich.
Von der nördlich liegenden Arzler Alm oberhalb von St. Leonhard kann man den Berg auf der Rappenkopfrunde umwandern und von der Südseite das Gipfelplateau ersteigen. Das aus dem Tal und von der Alm sichtbare Gipfelkreuz steht an seinem Rand und nicht ganz am höchsten Punkt. Nordwestlich von hier und westlich oberhalb der Alm liegt das Kreuzjoch, über welches man zur Tiefentaler Alpe gelangt. Nur wenige Meter entfernt und etwas erhöht befindet sich der 2305 m ü. A. hohe Rosskopf mit seinem Gipfelkreuz.

## Lage
| \| \| |
|       |

Lage des Rappenkopfs in den Ötztaler Alpen (links)
und in den Alpen (rechts).

## Nachweise
1. 1 2  Bundesamt für Eich- und Vermessungswesen Österreich: Rappenkopf auf der Austrian Map online (Österreichische Karte 1:50.000).
2. ↑  Rosskopf am Kreuzjoch auf der AMap.